# Termitomyces eurhizus
Termitomyces eurhizus är en svampart som först beskrevs av Miles Joseph Berkeley, och fick sitt nu gällande namn av Roger Heim 1942. Termitomyces eurhizus ingår i släktet Termitomyces och familjen Lyophyllaceae.   Inga underarter finns listade i Catalogue of Life.